# 276. peruť RAF
276. peruť (anglicky No. 276 Squadron) byla peruť Royal Air Force vzniklá za druhé světové války jako námořní pátrací a záchranná jednotka.

## Historie

### Druhá světová válka
Peruť vznikla 21. října 1941 na základně RAF Harrowbeer v Devonu s výbavou stroji Lysander a Walrus. Později jí byly dodány letouny Hurricane, Spitfire, Defiant a Anson. Stíhací letouny byly užívány pro pátrání po sestřelených letcích nad mořem  .
Od dubna 1944 do jejich předání 277. peruti jednotka užívala i stroje Vickers Warwick, které mohly na padácích shazovat záchranné čluny. Po vylodění v Normandii se nejprve část a později celá peruť přesunula do Querqueville ve Francii, a později do Belgie. 23. srpna 1945 byla peruť přeložena do Kjeviku v Norsku a odtud se 10. listopadu vrátila na základnu RAF Dunsfold, kde byla 14. listopadu  1945 rozpuštěna.

## Užívané typy letadel
| Od            | Do            | Letadlo               | Varianta |
| ------------- | ------------- | --------------------- | -------- |
| Říjen 1941    | Květen 1943   | Westland Lysander     | Mk.IIIA  |
| Listopad 1941 | Leden 1942    | Hawker Hurricane      | Mk.I     |
| Leden 1942    | Listopad 1945 | Supermarine Walrus    |          |
| Březen 1942   | Duben 1942    | Supermarine Spitfire  | Mk.IIA   |
| Květen 1942   | Červen 1943   | Boulton Paul Defiant  | Mk.I     |
| Únor 1943     | Květen 1944   | Supermarine Spitfire  | Mk.IIA   |
| Březen 1943   | Březen 1944   | Avro Anson            | Mk.I     |
| Únor 1944     | Květen 1944   | Supermarine Sea Otter |          |
| Duben 1944    | Listopad 1944 | Vickers Warwick       | Mk.I     |
| Květen 1946   | Červen 1945   | Supermarine Spitfire  | Mk.VB    |